# Фроман-дю-леон
Фроман-дю-леон (фр. Froment du Léon — «леонська полова́ порода») — порода великої рогатої худоби молочного напряму. Виведена у 19 столітті у Франції, на крайньому заході Бретані. Назва породи походить від назви бретонської провінції («держави») Леон і характерного для породи забарвлення тварин. Племінну книгу відкрито у 1907 році.

## Історія
У 1907 році, коли було відкрито племінну книгу, поголів'я цієї породи налічувало 35 000 голів. У 1950 році налічувалося 25 000 голів, однак через конкуренцію з боку нормандської, а потім ще й голландської породи французької селекції — теперішньої прим-голштинської — призвели до зменшення поголів'я цієї породи. У 1968 році у породі налічувалося лише 2500 голів худоби, а станом на 1977 році залишилося лише 50 корів. У 1981 році було заново утворено товариство з розведення породи й прийнято програму з її збереження. У 2010 році налічувалося 276 корів цієї породи, що утримувалися у 94 стадах (господарствах).

## Опис
Масть тварин полова́, світлого або темного відтінку, забарвлення може бути як суцільним, так і з білими плямами. Середній зріст корів становить 130 см, жива маса бугаїв — 600—800 кг, корів — 500 кг. Жирністю молока 5,49 %. Молоко через високий вміст жиру має характерний жовтий колір і добре підходить для виготовлення масла.

## Поширення
Порода поширена на північному заході Франції.

## Виноски
1. 1 2 3 4 5  Froment du Léon. // Valerie Porter, Lawrence Alderson, Stephen J.G. Hall, D. Phillip Sponenberg (2016). Mason's World Encyclopedia of Livestock Breeds and Breeding [Архівовано 21 грудня 2016 у Wayback Machine.] (sixth edition). Wallingford: CABI. — P. 179. ISBN 9781780647944. (англ.)